# Jørgen Nash
Jørgen Nash est un peintre danois né le 16 mars 1920 à Vejrum et mort le 17 mai 2004. Il a participé au mouvement CoBrA aux côtés notamment de son frère aîné Asger Jorn. Il fut membre de l'Internationale situationniste.

## Biographie
Son nom de naissance est Jørgen Axel Jørgensen. Son frère Asger Jorn est l'un des fondateurs du mouvement CoBrA.
En 1963, il devient peintre de l'Académie royale des beaux-arts du Danemark, ce qui conduit à son exclusion de l'Internationale situationniste, où il avait fait entrer J. V. Martin.

## Œuvres
Les trois plus grands musées dans lesquels sont exposés ses tableaux sont le Museum of Modern Art à New York, le Musée d'art moderne de Tōkyō et le Centre Pompidou à Paris.
Il est aussi exposé un peu partout dans le monde : en Suède (Malmö, Stockholm, Lind), au Japon (Tokyo, Kobe, Yokohama), en Espagne (Barcelone), ou encore à Cuba (La Havane).